# Оровниця
Оровниця (словац. Orovnica) — село, громада округу Жарновиця, Банськобистрицький край, центральна Словаччина, регіон Теков. Кадастрова площа громади — 14,25 км².
Населення 562 особи (станом на 31 грудня 2017 року).

## Історія
Оровниця згадується в 1209 році.

## Населення
| Рік:            | 1994. | 2004.   | 2014.   | 2024.   |
| --------------- | ----- | ------- | ------- | ------- |
| Кількість осіб: | 580   | 546     | 567     | 513     |
| Різниця:        |       | -5,86 % | +3,84 % | -9,52 % |

| Рік:            | 2023. | 2024.   |
| --------------- | ----- | ------- |
| Кількість осіб: | 517   | 513     |
| Різниця:        |       | -0,77 % |